# Xã Montgomery, Quận Woodford, Illinois
Xã Montgomery (tiếng Anh: Montgomery Township) là một xã thuộc quận Woodford, tiểu bang Illinois, Hoa Kỳ. Năm 2010, dân số của xã này là 2.339 người.